# أنطونيو كالبي
أنطونيو كالبي هيرنانديز (4 فبراير 1940 - 7 أبريل 2021) لاعب كرة قدم إسباني محترف لعب كمدافع.

## المسيرة الكروية
وُلِد أنطونيو في فالنسيا، وبدأ اللعب بشكل احترافي مع نادي ليفانتي المحلي، وتنافس من عام 1963 إلى عام 1965 في الدوري الإسباني. في صيف عام 1965 انضم إلى ريال مدريد، وكان جزءًا من الفريق خلال فترة يي يي وفاز بخمسة ألقاب رئيسية، بما في ذلك ثلاث بطولات وطنية ونسخة 1965-1966 من كأس أوروبا؛ ظهر في 12 مباراة في المسابقة الأخيرة للفريق خلال فترة وجوده.
في عام 1971، عاد أنطونيو البالغ من العمر 31 عامًا إلى ناديه السابق، وقضى الغالبية العظمى من فترته الثانية في دوري الدرجة الثالثة. الاستثناء الوحيد لهذا حدث في موسم 1973-1974 في دوري الدرجة الثانية، واعتزل اللعب في يونيو 1975.
كان أنطونيو واحدًا من ثلاثة مدربين لفريق ليفانتي في موسم 1981-1982، حيث انتهى موسم الدرجة الثانية في النهاية بالهبوط.

## موت
توفي أنطونيو في 7 أبريل 2021 عن عمر يناهز 81 عامًا، بعد صراع طويل مع المرض.

## الأوسمة
ريال مدريد
- الدوري الإسباني : 1966–67، 1967–68، 1968–69
- كأس الجنرال : 1969–70
- كأس أوروبا : 1965–66

ليفانتي
- القسم الثالث : 1972–73

## روابط خارجية
- أنطونيو كالبي على BDFutbol
- أنطونيو كالبي manager profile على BDFutbol